# Lawrence Klein
Lawrence Robert Klein (Omaha, 14 de septiembre de 1920-Gladwyne, 20 de octubre de 2013) fue un economista estadounidense. Recibió el Premio Nobel de Economía en 1980 “por la creación de modelos econométricos y su aplicación al análisis de las fluctuaciones económicas y políticas económicas”
Fue precursor de los modelos econométricos, creando el proyecto "Link", que coordina el estudio económico de numerosos países y permite elaborar una previsión coyuntural sobre el flujo de capitales y el comercio a escala mundial.

## Carrera profesional
Klein cursó estudios de Economía en la Universidad de Berkeley, para más tarde graduarse en el prestigioso Instituto Tecnológico de Massachusetts (MIT), donde se doctoró en 1944. Su director de tesis fue Paul A. Samuelson.
Al finalizar sus estudios en el MIT se incorporó a la Universidad de Chicago, donde trabajó desarrollando los modelos econométricos del neerlandés Jan Tinbergen. Durante un breve periodo estuvo afiliado al Partido Comunista, atraído por la teoría económica marxista. Este episodio anecdótico trascendería en 1954, durante las sesiones del Comité de Actividades Antinorteamericanas del senador Joseph McCarthy, y le costaría abandonar su carrera académica en EE. UU. por una plaza en la Universidad de Oxford. Cuatro años después, aceptó un puesto en la Universidad de Pensilvania, donde impartiría clases a lo largo de tres décadas.
Asimismo, Klein trabajó como asesor económico durante la campaña presidencial de Jimmy Carter, quien le ofreció un puesto en su administración. Viajó como asesor a numerosos países, entre ellos China, donde la Comisión de Planificación Estatal del Gobierno chino requirió sus servicios para iniciar la transición al capitalismo de la economía socialista china.

### Aportaciones
Al término de la Segunda Guerra Mundial, Klein predijo una larga etapa de bonanza para la economía estadounidense. Esta opinión contradecía la tesis mayoritaria en aquel momento, sostenida por muchos de sus colegas economistas, que preveía una nueva fase de recesión para el país, una vez retirados los enormes estímulos del esfuerzo bélico. Klein definió una serie de herramientas econométricas para analizar la evolución de una economía en función de las decisiones agregadas de los millones de agentes (empresas, hogares, administraciones) implicados en las decisiones económicas. Las ecuaciones de Klein permitían prever qué influencia ejercían los cambios en unas variables sobre las demás. Aplicando su modelo, Klein predijo que la fuerte demanda de bienes de consumo reanimaría la economía de posguerra, como de hecho ocurrió; EE. UU. vivió un boom económico durante la posguerra, con un crecimiento medio anual del 3,8% desde 1946 que tocaría a su fin a mediados de los setenta, con la Crisis del petróleo de 1973. «El único test satisfactorio de una teoría económica es su capacidad predictiva», sostenía el autor.

## Fallecimiento
Klein falleció el 20 de octubre de 2013 en Gladwyne (Pensilvania, EE. UU.) a los 93 años.

## Reconocimientos
En 1980 fue laureado con el Premio del Banco de Suecia en Ciencias Económicas en memoria de Alfred Nobel por su impacto e influencia en el campo de la economía empírica. En este ámbito desarrolló modelos estadísticos fiables para analizar y predecir tendencias económicas. «El hecho de que creciera durante la Gran Depresión tuvo una profunda influencia en mi carrera», afirmó Klein en su discurso de aceptación del Premio.

## Obras
- La revolución keynesiana (1947)
- Manual de econometría (1968)
- Economía de la oferta y la demanda (1983)
- China and India: Two Asian Economic Giants, Two Different Systems (2004). Applied Econometrics and International Development (en inglés)